# Schleifreisen
Schleifreisen là một đô thị thuộc huyện Saale-Holzland, trong bang Thüringen, Đức. Đô thị Schleifreisen có diện tích 7,02 km².